# Christine Ambrosius
Christine Ambrosius (* 1. Juli 1953 in Düren) ist eine deutsche Belletristikautorin.

## Leben
Christine Ambrosius wuchs im Rheinland und in Südfrankreich auf. Nach ihrer Ausbildung zur Betriebswirtin für Tourismus arbeitete sie für verschiedene Fluggesellschaften und Reiseunternehmen. Sie lebte einige Zeit in den Vereinigten Staaten.

## Veröffentlichungen
Ende 2013 erschien ihr Roman Ein Hauch Muskat im Selbstverlag und stieg schon nach wenigen Wochen auf die ersten Plätze der Kindle Charts, wo er sich monatelang hielt.
Vom Verlag Tinte und Feder wurde das Buch im Herbst 2014 neu veröffentlicht und ebenso als Druckversion und Hörbuch verkauft. Eine englische Version erschien unter dem Titel A Pinch of Nutmeg im Juni 2015. Ebenso erschien ihr zweites Buch Berenice wieder im Verlag Tinte und Feder. Sechs weitere Bücher erschienen wieder im Selbstverlag von 2015 bis 2022.

### Bücher
- Ein Hauch Muskat. Verlag Tinte & Feder 2014, ISBN 978-1-4778-2645-4, Kindle Edition Amazon
  - Übersetzung A Pinch of Nutmeg. Verlag Amazon Crossing, 2015, ISBN 978-1-4778-3063-5, Kindle Edition Amazon
- Berenice Fürstin und Rebellin. Verlag Tinte und Feder 2015, ISBN 978-1-5039-4650-7, Kindle Edition Amazon
- Die Figur der Wünsche. CreateSpace Independent Publishing Platform 2016, ISBN 978-1-5306-1394-6 Kindle Edition Amazon
- Im Licht des Imperiums. Kindle Edition 2017 Amazon
- Für Kreuz und Krone.  CreateSpace Independent Platform 2018, ISBN 978-1-986464-27-7, Kindle Edition Amazon
- Die Hand im Feuer.  BoD Imprint 2019 ISBN 978-3-7481-9096-7, Kindle Edition 2019 Amazon
- Durch die Flammen.  BoD Imprint 2020 ISBN 978-3-7504-6104-8, Kindle Edition 2020 Amazon
- Gotteshand und Teufelsbiss. BoD Imprint 2022 ISBN 978-3-7562-2174-5, Kindle Edition 2022 Amazon

### Hörbuch
- Ein Hauch Muskat, gelesen von Oliver Preusche, Lake Union Verlag.